# Al Bawīţī
Al Bawīţī är en ort i Egypten.   Den ligger i guvernementet Giza, i den centrala delen av landet, 300 km sydväst om huvudstaden Kairo. Al Bawīţī ligger 130 meter över havet och antalet invånare är 20 000.
Terrängen runt Al Bawīţī är platt.  Trakten runt Al Bawīţī är nära nog obefolkad, med mindre än två invånare per kvadratkilometer. Det finns inga andra samhällen i närheten. Trakten runt Al Bawīţī är ofruktbar med lite eller ingen växtlighet.